# Hôtel Allard
L'hôtel Allard est un hôtel particulier bâti entre 1828 et 1856, situé au no 1 de la place Général-Mellinet entre la rue de Belleville et le boulevard de Launay, dans le quartier Dervallières - Zola de Nantes, en France. L'immeuble a été inscrit au titre des monuments historiques en 1991 et 2008.

## Historique
L'hôtel particulier est la résidence successive de Victor Duhoux, de Babonneau jeune puis du raffineur Louis Cézard.
Le bâtiment est inscrit au titre des monuments historiques par arrêté des 18 avril 1991 et 9 octobre 2008.

## Architecture

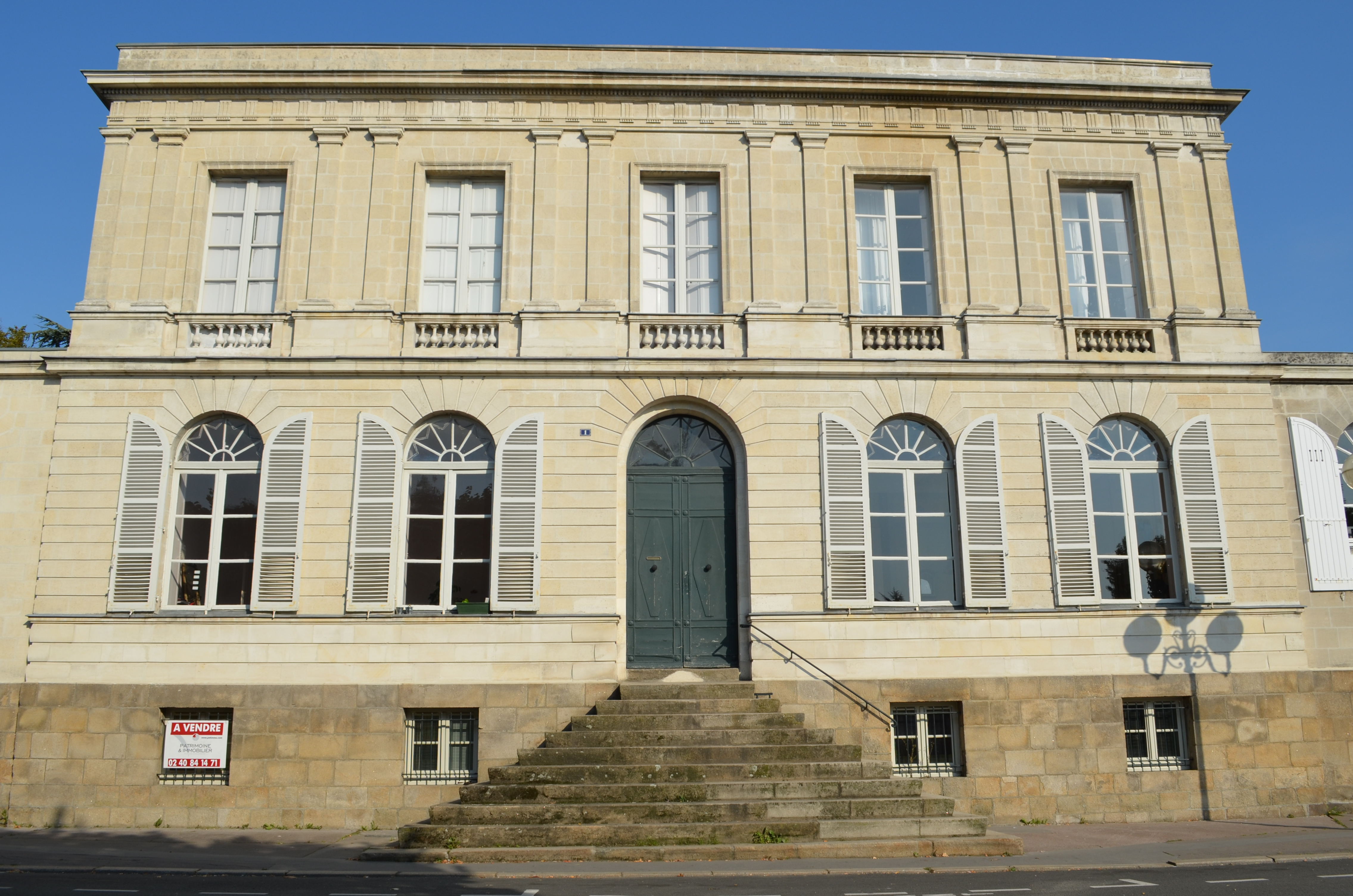